# Milcah Martha Moore

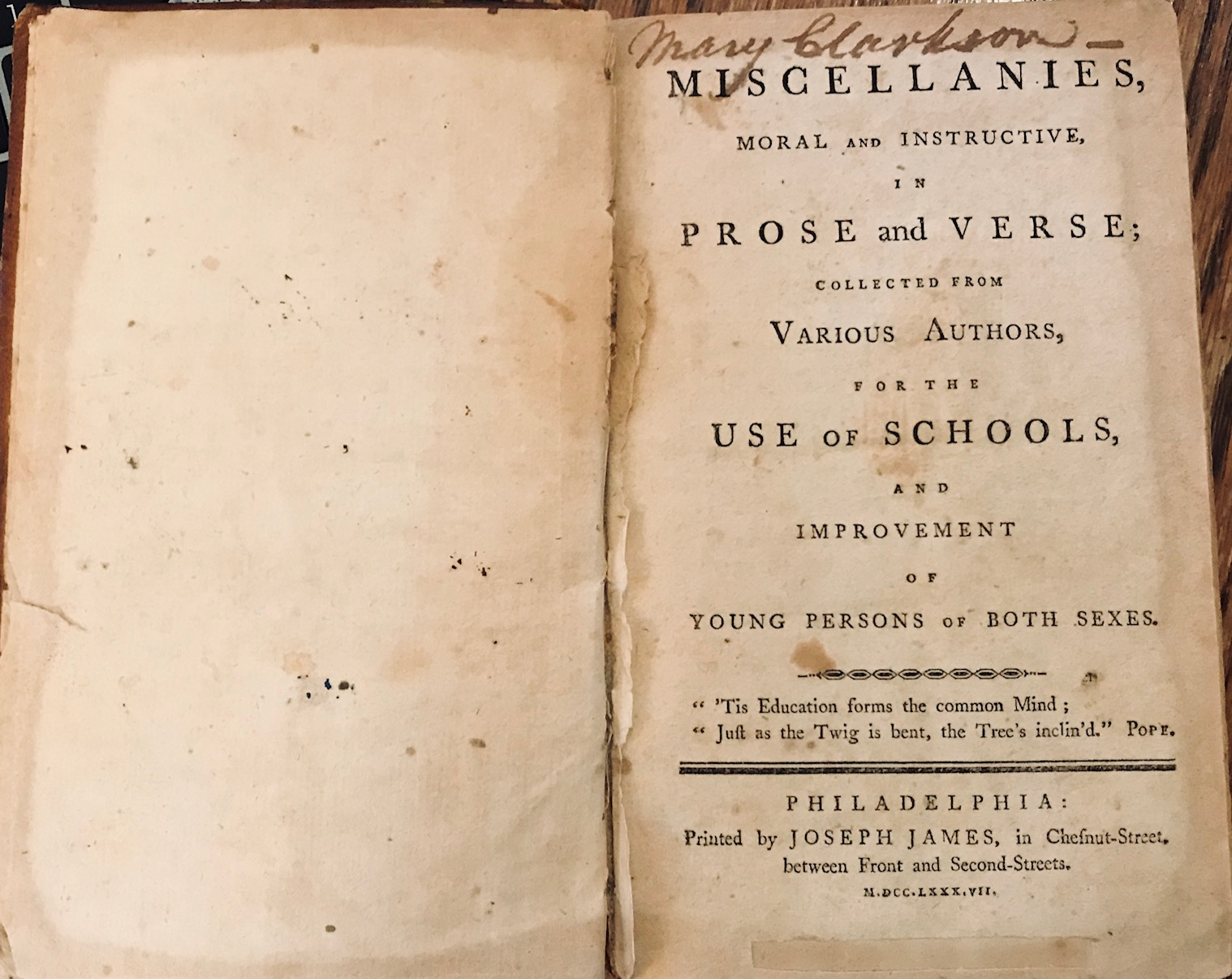
Titelseite von Milcah Martha Moores Miscellanies, Ausgabe Philadelphia 1787

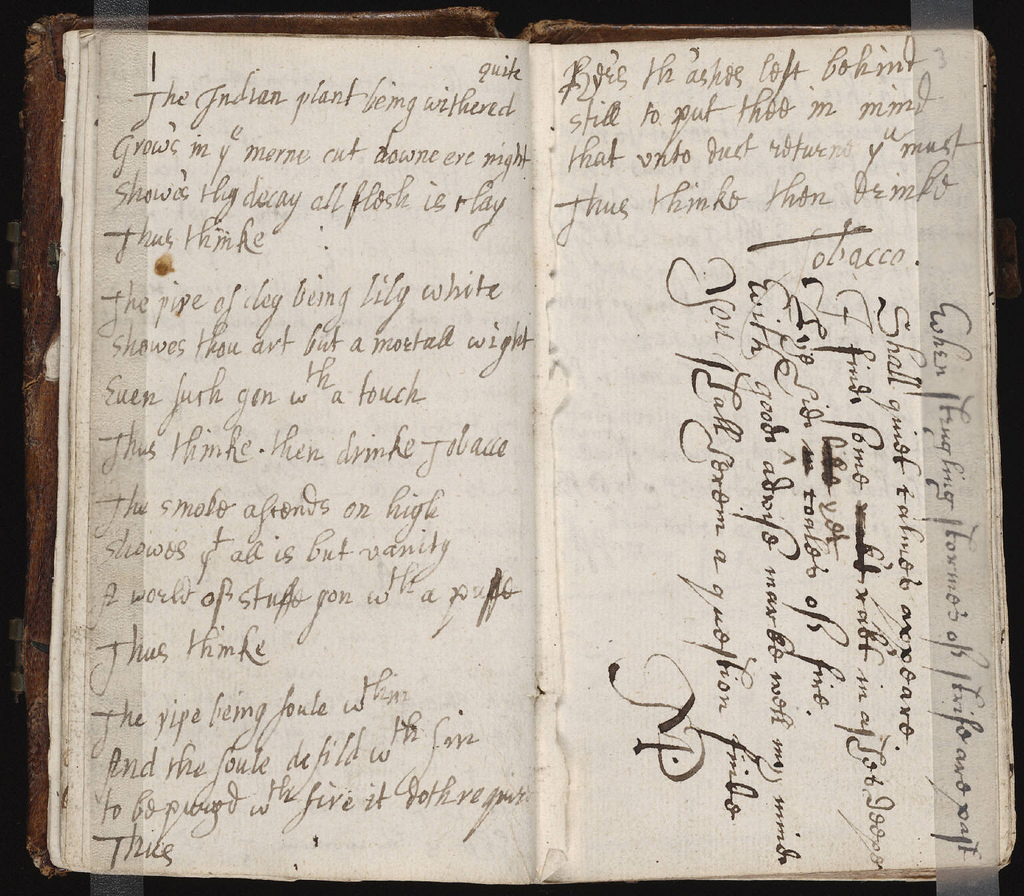
Beispiel eines Kollektaneenbuchs aus der Mitte des 18. Jahrhunderts

Milcah Martha Moore, geborene Hill, (* 1740 in Funchal, Madeira; † 1829 in New Jersey) war eine britische Dichterin und Quäkerin im kolonialen Amerika und zu Beginn der Vereinigten Staaten. Sie war Schöpferin eines handschriftlichen Kollektaneenbuchs mit den Werken von Schriftstellerinnen aus ihrem Umfeld und Verfasserin eines gedruckten Buches mit Prosa und Gedichten.

## Leben
Milcah Martha Hill wurde als Tochter von Richard und Deborah (Moore) Hill auf Madeira geboren. Sie war eines von acht Kindern (sechs davon Mädchen, von denen sie das jüngste war); eine ihrer Schwestern wurde später unter ihrem Ehenamen Margaret Morris bekannt, weil sie zur Unterhaltung von Milcah ein fragmentarisches Tagebuch während der Revolutionszeit von 1776–78 führte. Ihr Vater war Arzt und Händler, der aufgrund finanzieller Rückschläge nach Madeira gezogen war, und ihre Mutter war eine Enkelin von William Penns Freund Thomas Lloyd. Während ihrer Kindheit verbesserte sich die finanzielle Situation ihres Vaters, und 1761 zog die Familie in das Delaware Valley in Pennsylvania. Milcahs Mutter starb kurz vor der Reise, ihr Vater wenig später.
Die Frauen dieser Zeit nutzten Kollektaneenbücher als eine Methode, um eine private, informelle historische Aufzeichnung ihrer eigenen Zeit zu erstellen, indem sie darin Aphorismen, Zitate, Ratschläge, Gedichte, Briefe, Erinnerungen, Rezepte und andere Materialien von persönlicher Bedeutung sammelten. Viele dieser Frauen hatten entweder Schwierigkeiten, eigene Werke zu veröffentlichen, oder wollten sie nicht öffentlich machen, so dass sie ihre Schriften als Manuskripte in Umlauf brachten und so eine Art „dritte Sphäre“ des Diskurses bildeten, die weder völlig öffentlich noch völlig privat war. Moores eigenes Kollektaneenbuch, das sie „Martha Moore's Book“ nannte, konzentrierte sich auf Gedichte, die von Frauen aus ihrem Umfeld geschrieben wurden, und enthielt über 125 Gedichte (einige davon recht lang) von mehr als einem Dutzend Autorinnen. Die genaue Zahl der Mitwirkenden ist ungewiss, da einige der Frauen unter Pseudonymen oder Initialen auftreten, von denen nicht alle sicher mit bekannten Personen in Verbindung gebracht werden konnten. Etwa die Hälfte der Gedichte stammt von Moores Cousine zweiten Grades Hannah Griffitts, viele der übrigen von Susanna Wright und Elizabeth Graeme Fergusson, die als drei der talentiertesten Schriftstellerinnen der Ostküste gelten. Von besonderem Wert sind die Gedichte der Universalgelehrten Wright, von der vor der Entdeckung von Moores Buch nur vier Gedichte bekannt waren.
Die Sammlung entstand zur Zeit der Amerikanischen Revolution, zwischen Mitte der 1760er Jahre und 1778, und eine Reihe der Gedichte, insbesondere die von Griffitts, sind Satiren auf die politischen Ereignisse der Zeit. Verse sind eine bevorzugte Form – insbesondere Elegien und Geburtstagsgedichte – und es gibt auch Lieder und Briefe in Versform. Neben Gedichten finden sich auch Auszüge aus einem Tagebuch, das Fergusson während einer Englandreise führte, sowie einige Passagen, die aus den Werken von Benjamin Franklin, Patrick Henry und Samuel Fothergill abgeschrieben wurden. Aufgrund ihres stark moralischen Tons und ihres Strebens nach persönlicher Verbesserung wird vermutet, dass Kompendien wie Moores Kompendien Vorläufer der Ratgeberspalten waren, die zu einem festen Bestandteil der Zeitungen des 19. Jahrhunderts wurden und in der frühen Republik gerade erst aufkamen.
Moores Tagebuch wurde erstmals 1997 unter dem Titel Milcah Martha Moore's Book veröffentlicht. Die Herausgeberinnen Catherine La Courreye Blecki und Karin A. Wulf, die das Buch für die Veröffentlichung redigiert haben, halten es für „das reichhaltigste erhaltene Zeugnis, das die Art und den Inhalt der intellektuellen Gemeinschaft von Frauen in Britisch-Amerika offenbart“. Generell schätzen Wissenschaftler zu dieser Zeit das Buch auch wegen seines Beitrags zum Verständnis der Rolle der Quäkerfrauen im politischen und kulturellen Leben Amerikas im späten 18. Jahrhundert.
Moores eigene Gedichte wurden zusammen mit Versen anderer Autorinnen, Aphorismen und Sprichwörtern – einige davon aus ihrem Tagebuch – in einem Lehrbuch für junge Leser veröffentlicht, das sie 1787 unter dem Titel Miscellanies, Moral and Instructive, in Prose and Verse; Collected from Various Authors, for the Use of Schools, and Improvement of Young Persons of Both Sexes herausgab. Die Formulierung „moral and instructive“ gibt eine klare Vorstellung von der Art ihrer eigenen Gedichte. Moores Buch, das von Benjamin Franklin in einer kurzen Erklärung auf der Vorderseite des Buches empfohlen wurde, wurde bis weit ins 19. Jahrhundert hinein in Schulen in Philadelphia und Umgebung verwendet. Die Einnahmen aus dem Verkauf des Buches kamen einer Schule für mittellose Mädchen zugute, die Moore in Montgomery County, Pennsylvania, gründete, und Moore selbst unterrichtete dort bis an ihr Lebensende. Bei ihrem Tod im Jahr 1829 hinterließ sie der Schule eine Stiftung.
Im Jahr 1767 heiratete Milcah den Arzt Charles Moore, der ein Cousin von ihr war. Da die Quäker Eheschließungen zwischen nahen Verwandten nicht befürworteten, wurde das Paar aus der Gesellschaft der Freunde ausgeschlossen. Sie lebten wechselnd in Philadelphia und in New Jersey.
Nach dem Tod ihres Mannes im Jahr 1801 schloss sich Moore wieder den Quäkern an. Sie starb 1829 in New Jersey.